# Ligament antérieur de la tête de la fibula
Le ligament antérieur de la tête de la fibula (ou ligament péronéo-tibial antérieur et supérieur) est un ligament de l'articulation tibio-fibulaire proximale.
Il est constitué de deux ou trois bandes larges et plates, qui passent obliquement vers le haut depuis l'avant de la tête fibulaire jusqu'à l'avant du condyle latéral du tibia.